# 寄附金付切手

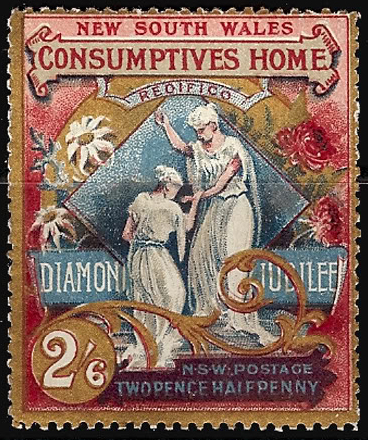
世界最初の寄附金付き切手（ニューサウスウェールズ・1897年）

寄附金付切手（きふきんつき-きって）とは、郵便切手の種別の一つ。
本来の郵便料金に加えて、
様々な寄附金を上乗せした価格で販売される切手である。
多くの場合、郵便料金として使える額面に寄附金額をプラスして表示される場合が多い。

## 概略
寄附金付切手より先に、寄附金付官製はがきが1890年にイギリスで発行された。これは、1ペニーはがきを6ペンスの売価で販売したものである。
最初の寄附金付切手は1897年にオーストラリアのニューサウスウェールズとビクトリアで発行された。これはヴィクトリア女王在位60周年記念事業のうち結核患者の療養所や病院建設資金を募集するために発行された。この切手は19世紀の切手では珍しい多色印刷であったが、額面（郵便料金納入時に有効とされる金額）の12倍で販売されたため、
額面が1ペニーと2.5ペンスの切手が、それぞれ1シリングと2シリング6ペンスで販売された。
20世紀に入ると、欧州諸国で慈善事業や国家的事業など様々な基金を集める手段として寄附金付切手が発行された。スイスやドイツなどでは毎年のように発行されており、概ね郵便料金の半額に相当する金額が寄附金として上乗せして販売されている。多くの国において毎年の様に発行されており、現在では、郵便料金の数倍もの寄附金が上乗せされた切手も存在する。

## アメリカ合衆国の寄附金付切手
主要国の中でもアメリカでは1998年まで寄附金付切手を発行しなかった。2019年までに7回しか発行されておらず、毎年のように発行している欧州諸国とは大きく異なる。
1998年7月29日にアメリカで最初に発行された「乳がん認識」は、ガン研究費募金としたもので、アメリカ国立衛生研究所に70％、アメリカ国防総省の医学研究プログラムに30％が割り振られる。仕様を変更しながら2020年現在も発行中であり、本来は2019年末に販売を終了する予定であったが、8年間延長された。予定通り2027年まで販売され続ければ、30年近いロングラン切手となる。2019年11月までに10億6000万枚以上を売り上げ、乳がん研究に9070万ドル以上をもたらした。
また2002年6月に「合衆国の英雄2001年」と題するアメリカ同時多発テロ被害者救済募金切手、2003年10月に家庭内暴力禁止切手（2006年12月販売終了）、2011年9月に絶滅危惧種の保護を訴える切手（2018年12月31日をもっていったん販売を終了したが2020年1月16日に再開）、2017年11月にアルツハイマー病治療の切手（2019年末に販売終了）、2019年12月にPTSDの切手を発行している。
アルツハイマー病切手については2019年末の販売終了までに研究費として100万ドル以上を調達しており、販売延長に向けた動きがある。
アメリカの記念切手は無額面切手が大半であり、送付できる郵便の種類が書かれているのみで額面は明記されていない。このため、郵便料金が改定されてもその都度、新料金の額面の切手を発行する必要がなく、基本的には長期にわたる販売が可能である。1998年発行の寄附金付切手が20年以上にわたって販売されているのもそのためで、切手そのものは同じものであるが、その間にアメリカ合衆国郵便公社が郵便料金を幾度も値上げしているので、切手そのものの値段は購入する時期によって異なる。

## 日本の寄附金付切手

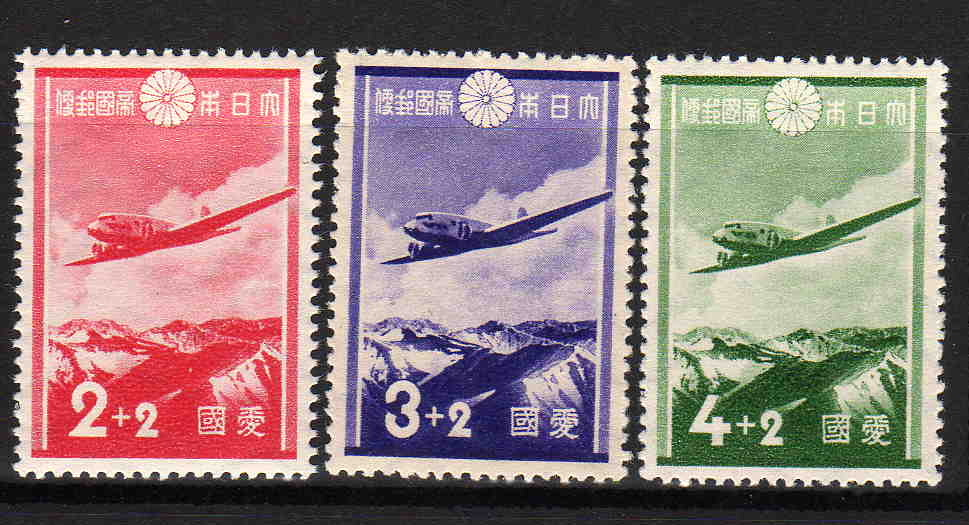
日本最初の寄附金付き切手（愛国切手・1937年）

日本で最初の寄附金付切手は、1937年6月1日発行の愛国切手である。この目的は国内各地に飛行場を整備する基金の募金を呼びかけるものだった。そのため、デザインも北アルプス上空を飛行するダグラス DC-2型輸送機を描いたもので、3種類の額面と刷色が異なる切手が発行された。
同年4月1日に葉書料金が1銭5厘から2銭に値上げしていたこともあり、
さらに2銭の寄附金をつけた愛国切手の売れ行きは都市部を中心に芳しいものではなかったと伝わる。
第二次世界大戦中には軍事費募金のための寄附金付切手が発行されており、1942年2月16日発行の「シンガポール陥落」記念切手が寄附金付であった他、同年12月8日発行の「大東亜戦争第一周年記念」切手にも寄附金が付けられていた。1945年には満州国において、戦闘機を購入するために、額面3分（1円の100分の3）に対し寄附金47分という、寄附金のほうがはるかに大きい切手の発行が計画されたが、終戦を迎えたため発行されなかった。
戦後になると、1948年に社会事業共同募金のための寄附金付切手が発行されたのを皮切りに、1964年東京オリンピックや1972年札幌オリンピック、日本万国博覧会、ラグビーワールドカップ2019、2020年東京オリンピックなどの国家的事業のための寄附金付切手が発行された。特に1964年東京オリンピックの寄附金付き切手は3年間6回にわたり、当時の実施種目の20競技を描いたもので額面5円に対し寄附金5円であった。
1995年4月20日には阪神・淡路大震災の義捐金のための寄附金付切手を発売したが、これは額面80円を100円で販売し、差額の20円を震災支援の寄附金としたもので、額面は「80+20」と表記されていた。ただし準備が間に合わなかった為、例年発行されている「切手趣味週間」の切手に便乗する形になった。そのため、金島桂華の『画室の客』という絵画がデザインであり、被災地に全く関係ないものとなった。印刷数5000万枚のうち約4728万8000枚が販売され、諸経費を除いた9億4000万円が地元に配分された。またふるさと切手のなかには同様に有珠山噴火や三宅島噴火による被害に対する寄附金付き切手もある。
2011年4月22日、郵便事業株式会社は、東日本大震災の被災者支援のための寄附金付切手を発行すると発表し、5種の図案の10枚組シートが6月21日に発売された。
なお、日本では毎年発行される年賀葉書と年賀切手には寄附金付のものがあり、この販売で集まった寄附金は各種慈善事業に配分されているという。なお、くじ付の年賀切手は現在寄附金付のみ存在している。